# أنبوب روبنز
أنبوب روبنز، المعروف أيضًا باسم أنبوب لهب الموجة الدائمة، أو ببساطة أنبوب اللهب، هو جهاز فيزيائي عتيق لإظهار الموجات الصوتية الدائمة في الأنبوب. اخترعها الفيزيائي الألماني هاينريش روبنز في عام 1905، وهي تُظهر بيانياً العلاقة بين الموجات الصوتية وضغط الصوت، ككوسيلوسكوب بدائي. اليوم، يتم استخدامه فقط من حين لآخر، عادةً كمظاهرة في تعليم الفيزياء.

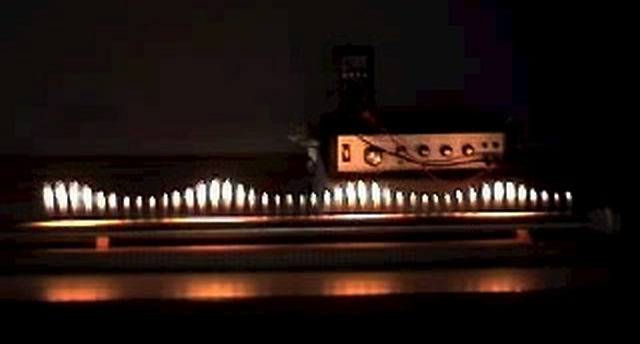
A Rubens' tube setup

## نظرة عامة
طول الأنبوب مثقوب على طول الجزء العلوي ومغلق من كلا الطرفين - يتم توصيل أحد الختم بمكبر صوت صغير أو مولد تردد، والآخر بإمداد غاز قابل للاشتعال (خزان البروبان). يمتلئ الأنبوب بالغاز ويضيء الغاز المتسرب من الثقوب. إذا تم استخدام تردد ثابت مناسب، يمكن أن تتشكل موجة ثابتة داخل الأنبوب. عند تشغيل مكبر الصوت، ستنشئ الموجة الواقفة نقاطًا ذات ضغط متذبذب (أعلى وأدنى) ونقاط ذات ضغط ثابت (عقد الضغط) على طول الأنبوب. عندما يكون هناك ضغط متذبذب بسبب الموجات الصوتية، سوف يخرج غاز أقل من الثقوب في الأنبوب، وستكون النيران أقل في تلك النقاط. عند نقاط الضغط، تكون ألسنة اللهب أعلى. في نهاية أنبوب الغاز، تكون سرعة جزيء الغاز صفرًا ويكون الضغط المتذبذب هو الحد الأقصى، وبالتالي يتم ملاحظة اللهب المنخفض. من الممكن تحديد الطول الموجي من الحد الأدنى والأقصى للهب عن طريق القياس ببساطة باستخدام المسطرة.

## شرح
نظرًا لأن متوسط الضغط الزمني متساوٍ في جميع نقاط الأنبوب، فليس من السهل شرح ارتفاعات اللهب المختلفة. يتناسب ارتفاع اللهب مع تدفق الغاز كما هو موضح في الشكل. بناءً على مبدأ برنولي، يتناسب تدفق الغاز مع الجذر التربيعي لاختلاف الضغط بين داخل الأنبوب وخارجه. يظهر هذا في الشكل الخاص بأنبوب بدون موجة صوتية ثابتة. بناءً على هذه الحجة، يعتمد ارتفاع اللهب بشكل غير خطي على الضغط المحلي المعتمد على الوقت. يتم تقليل متوسط الوقت للتدفق عند النقاط ذات الضغط المتذبذب وبالتالي تكون ألسنة اللهب أقل.

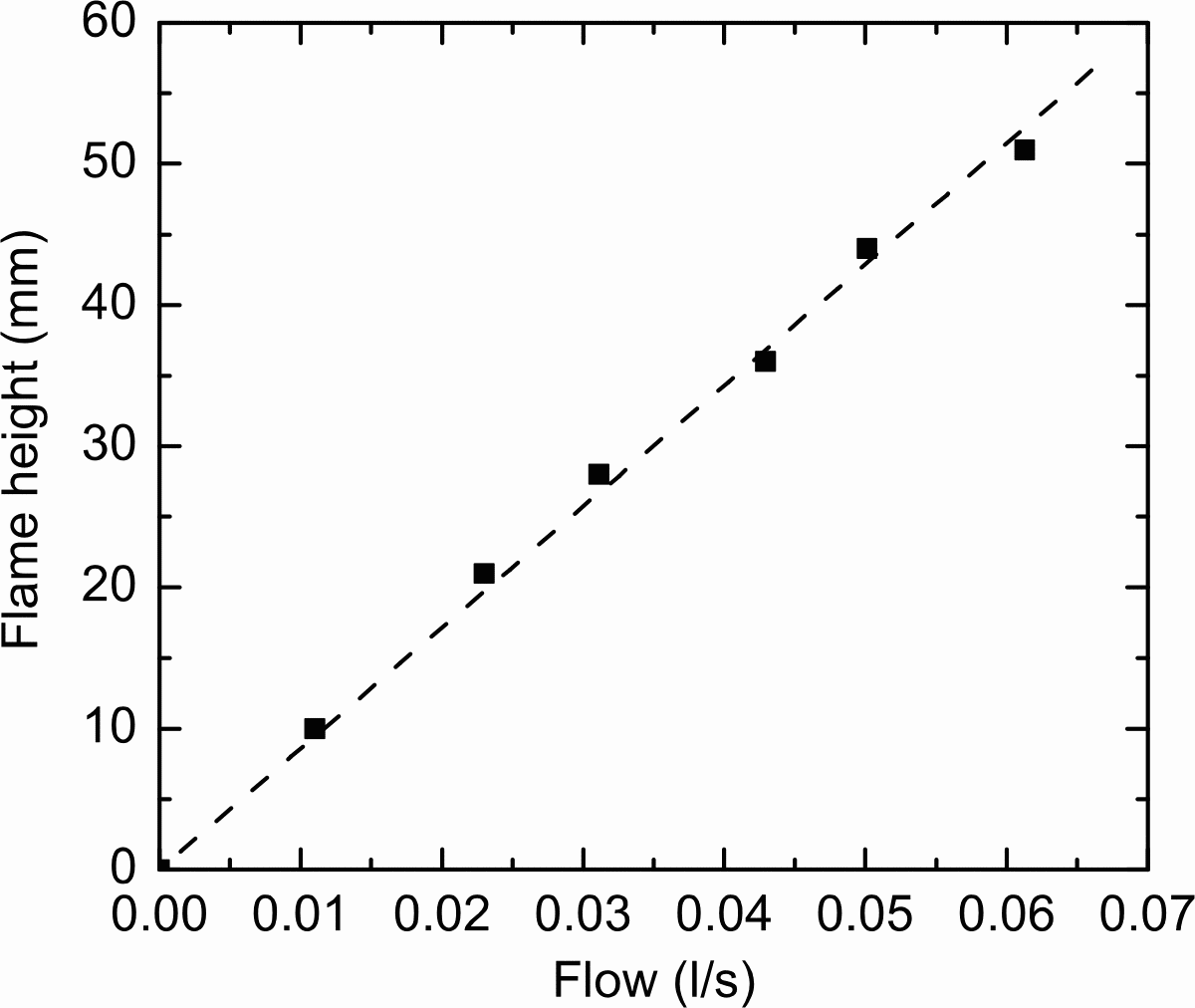
ارتفاع اللهب على أنبوب روبنز (بدون موجة صوتية ثابتة) لتدفقات مختلفة من الغاز الطبيعي. الخط المتقطع مناسب خطي.

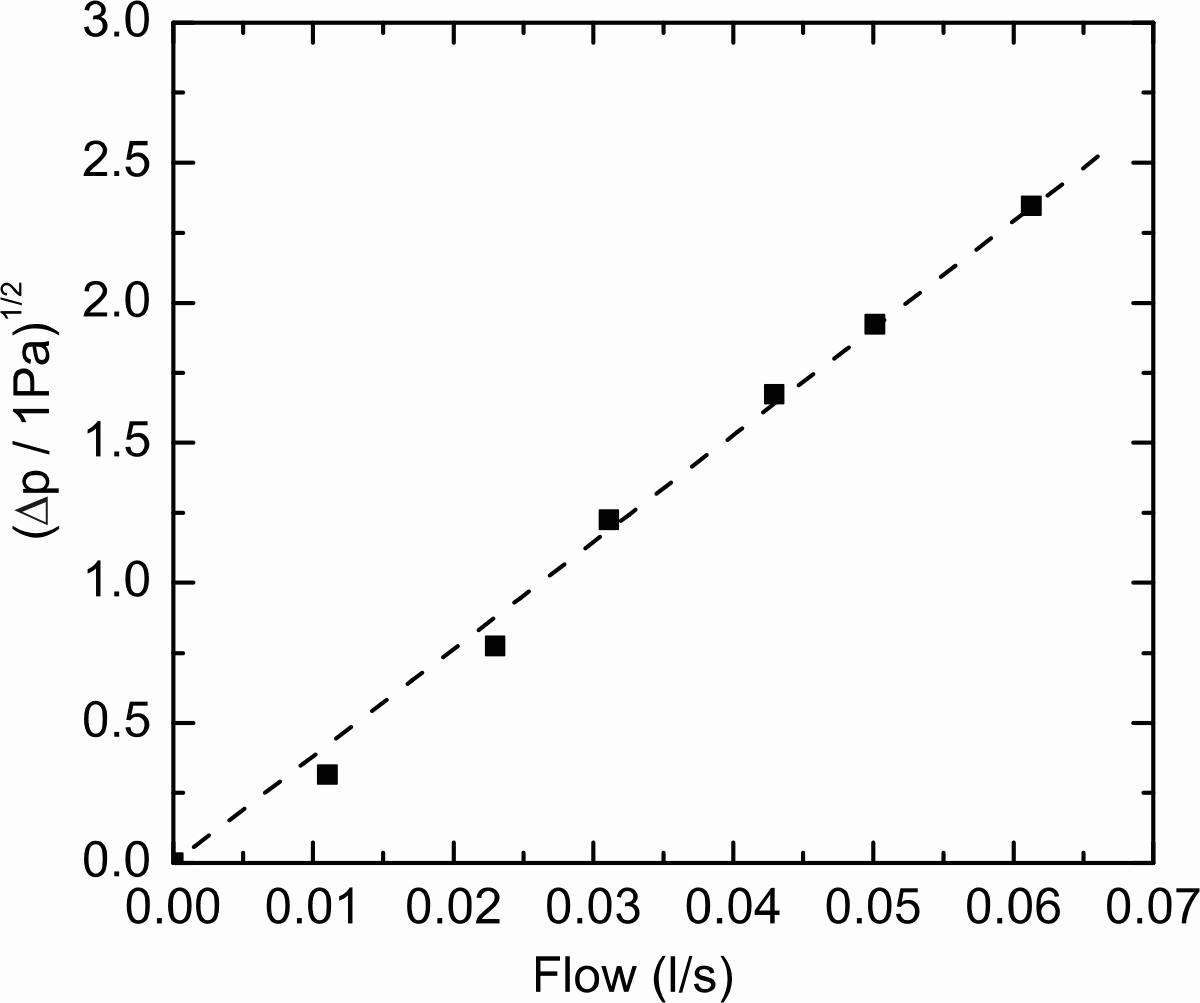
الجذر التربيعي لاختلاف الضغط بين داخل وخارج أنبوب روبنز (بدون موجة صوتية ثابتة) للتدفقات المختلفة للغاز الطبيعي. الخط المتقطع مناسب خطي.

## تاريخ
كان هاينريخ روبنز فيزيائيًا ألمانيًا ولد في عام 1865. على الرغم من أنه عمل مع علماء فيزيائيين مشهورين مثل ماكس بلانك في جامعة برلين في بعض الأعمال الأساسية لفيزياء الكم، إلا أنه اشتهر بأنبوب اللهب الخاص به، والذي تم عرضه عام 1905 كان أنبوب روبنز الأصلي عبارة عن مقطع من الأنابيب يبلغ طوله أربعة أمتار وبه حوالي 100 ثقب بقطر 2 مم موزعة بالتساوي على طولها.
عندما يتم إغلاق نهايات الأنبوب ويتم ضخ غاز قابل للاشتعال في الجهاز، يمكن إشعال الغاز المتسرب ليشكل صفًا من اللهب متساوي الحجم تقريبًا. عندما يتم تطبيق الصوت من طرف واحد عن طريق مكبر الصوت، فإن الضغط الداخلي سيتغير على طول الأنبوب. إذا كان الصوت بتردد ينتج موجات واقفة، فسيكون الطول الموجي مرئيًا في سلسلة اللهب، حيث تحدث النيران الأطول عند عقد الضغط، بينما تحدث ألسنة اللهب عند عقد الضغط. تتوافق العقد العكسية للضغط مع المواقع ذات أكبر قدر من الانضغاط والخلخلة.

## شاشات عامة
تم عرض أنبوب روبنز في The Exploratory في بريستول بإنجلترا حتى تم إغلاقه في عام 1999. عرض مماثل باستخدام خرز البوليسترين بدلاً من اللهب في مركز العلوم في بريستول حتى عام 2009. يصنع الطلاب نماذج من أنبوب روبنز في معرض العلوم بمدرستهم.
يوجد هذا العرض أيضًا في أقسام الفيزياء في عدد من الجامعات. يوجد عدد من عروض الفيزياء أيضًا، مثل: Rino Foundation (هولندا)، Fysikshow Aarhus (الدنمارك)، Fizika Ekspres (كرواتيا) و ÅA Physics show (فنلندا).
تضمنت MythBusters أيضًا عرضًا توضيحيًا حول حلقة «طفاية اللهب الصوتية» في عام 2007. The Daily Planet's The Greatest Show Ever 
```
،] أجرى مسابقة حيث تنافست خمسة مراكز علمية كندية على أفضل تجربة / عرض لمركز العلوم. استخدم مركز إدمونتون للعلوم (Telus World of Science) أنبوب روبنز وفاز بالمسابقة. تم تصوير الفيلم الخاص في 10 أكتوبر 2010. كما ظهر تيم شو في برنامج Street Genius على قناة ناشيونال جيوغرافيك في الحلقة 18 «موجة النار».
```

استخدمت الفنانة Emer O'Brien أنابيب روبنز كأساس للنحت الصوتي الذي ظهر في معرضها لعام 2012 العودة إلى الوضع الطبيعي في Wapping Project في لندن.

## أنبوب روبنز ثنائي الأبعاد

### نظرة عامة
أنبوب روبنز ثنائي الأبعاد، المعروف أيضًا باسم لوح بايرو، عبارة عن طائرة من مواقد بنسن يمكنها إظهار موجة ثابتة صوتية في بعدين. على غرار سابقتها، أنبوب روبنز أحادي البعد، هذه الموجة الواقفة ناتجة عن العديد من العوامل. يؤدي تغير الضغط الناجم عن تدفق غاز البروبان الذي يتداخل مع مدخلات الموجات الصوتية إلى الطائرة إلى تغيرات في ارتفاع ولون اللهب. اشتهر أنبوب روبنز ثنائي الأبعاد من قبل مجموعة علمية دنماركية في الدنمارك تسمى «فايسك شو».

### شرح
يتكون أنبوب روبنز ثنائي الأبعاد من العديد من الأجزاء المختلفة. الجزء الرئيسي نفسه هو الصندوق الفولاذي المستطيل الذي يخرج غاز البروبان. يستخدم الفولاذ بشكل عام للطائرة على الألواح الحرارية لأن المركب يمكنه عمومًا تحمل كميات هائلة من الحرارة ولا يزال قادرًا على الحفاظ على هيكله. يتم حفر الثقوب في الجزء العلوي من المستوى الفولاذي لإخراج غاز البروبان الذي يتم ضخه باستمرار وببطء في الصندوق الفولاذي.[13] بدلاً من وجود صندوق فولاذي كامل، تحتوي بعض تصميمات ألواح بايرو على جوانب خشبية لدعم المستوى الصلب في الأعلى. في الألواح الخشبية ذات النمط الخشبي، عادةً ما يتم تغطية الجزء الداخلي من الصندوق بنوع من الغشاء المقاوم للحرارة الذي يمنع تسرب البروبان داخل الصندوق.
على جوانب الصندوق الفولاذي توجد مكبرات صوت تدخل صوتًا في الوسط المحتوي. يعتمد معدل تسريب غاز البروبان عبر الفتحات الموجودة أعلى اللوحة الحرارية على شدة الصوت المدخل. هذه العلاقة متناسبة بشكل مباشر، بمعنى أنه مع زيادة شدة الصوت، يزداد معدل تسريب غاز البروبان.
نظرًا لأن الوسيط الموجود داخل الصندوق الفولاذي يتم الاحتفاظ به بحجم ثابت، فإن الموجة الواقفة لديها القدرة على الإنتاج. يعتمد التردد الذي يمكن عنده إنتاج الموجة الواقفة إلى حد كبير على الأبعاد المادية للصندوق والطول الموجي للموجة. نظرًا لأن الألواح الحرارية تتنوع في الأحجام، فإن كل لوحة لها تردداتها الفريدة التي يمكن عندها إنتاج موجة واقفة.

### شاشات عامة
في عام 2014، تعاونت العارضة العلمية الدنماركية Sune Nielsen، وهي عضو في Fysikshow، مع المدون العلمي Derek Muller في مقطع فيديو على YouTube يعرض لوحة Pyro أثناء العمل. يشرح Derek Muller، المعروف أيضًا باسم Veritasium على YouTube، العلم الكامن وراء كيفية عمل أنابيب روبنز أحادية وثنائية الأبعاد.